# 아라이퀌타리어족
아라이퀌타리어족(Arai-Kwomtari, 혹은 Left May-Kwomtari)은 말콤 로스에 의해 제안된 파푸아 제어 내의 어족이다. 아라이어족과 퀌타리바이바이어족으로 나뉘며, 1973년 레이코크에 의해 후자에 포함된 퓨어를 고립된 언어로 간주하여 빼버린다.

## 계통
- 아라이어족(혹은 메이좌안어족): 이니부어, 나퀴어, 이테리어, 보어, 아마어, 니모어, 오위니가어
- 퀌타리어족
  - 구리소어
  - 퀌타리나이: 퀌타리어, 나이어
- 바이바이어족: 바이바이어, 파스어

## 대명사
| 어족         | 언어       | I             | 너             | 그      | 그녀     | 단수  |
| ------------ | ---------- | ------------- | -------------- | ------- | -------- | ----- |
| 퀌타리어족   | 퀌타리어   | [i]nɛ         | wunu           |         |          | mai   |
| 퀌타리어족   | 나이어     | nombwirə, mau | wana, ku       | mane    | mane     | mowei |
| 바이바이어족 | 바이바이어 | ati           | aŋgi           | wɔʔ     | wɔʔ      | aniʔ  |
| 바이바이어족 | 파스어     | tɛ            | ai             | fa      | fa       |       |
| 아라이어족   | 이니부어   | asi, na-      | na, nɛni, nan- | ani, w- | wa, tat- | mwa   |
| 퓨어         | 퓨어       | kwa           | no             | na      | na       | na    |

아라이와 바이바이어족의 *ati는 대명사 "나"로, *fa를 "그/그녀"로 재구성할 수 있어 보이는 데 비해 아라이어족과 퀌타리어족은 "그들", *mwai만이 재구성될 수 있다. 퀌타리어족과 바이바이어족을 이어주는 대명사는 없으며, 퓨어는 이들과 전혀 관계가 없다.

## 같이 보기
- 파푸아제어